# Per aspera ad astra
Pour les articles homonymes, voir Ad astra.

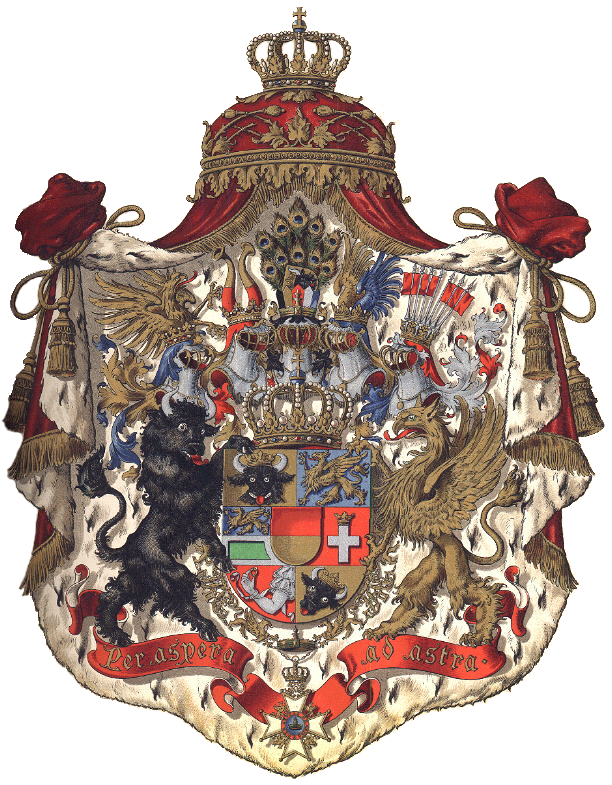
Armoiries du grand-duché de Mecklembourg-Schwerin comportant la devise Per aspera ad astra.

« Per aspera ad astra » est une locution latine signifiant en français « Par des voies ardues jusqu'aux étoiles ».
On trouve aussi la variante « ad astra per aspera ».
Elle est utilisée comme devise dans les cas suivants :
- « Per aspera ad astra » fut la devise du grand-duché de Mecklembourg-Schwerin, État membre  de la confédération du Rhin (1806-1813), de la Confédération germanique (1815-1863), de la confédération de l'Allemagne du Nord (1866-1871), et de l’Empire allemand (1871-1918) ;
- « Per Aspera Ad Astra » est la devise de la Corporation des Carabins de Sorbonne Université (C2SU Médecine) ;
- « Ad astra per aspera » est la devise de la NASA[1] ;
- « Per aspera ad astra » est la devise de la Force aérienne sud-africaine ;
- « Per aspera ad astra » est la devise de la Brigade d'infanterie parachutiste (Espagne)
- « Per Aspera Ad Astra » est la devise de l'université d'État de Californie à East Bay ;
- « Per Aspera Ad Astra » est le nom du quinzième et dernier chapitre du jeu vidéo des studios 2K Czech, Mafia II ;
- « Per Aspera Ad Astra » est la devise du groupe de révision Jean-Pierre Vernant (JPV) du CMD[réf. nécessaire][pas clair];
- « Per Aspera Ad Astra » se trouve sur la garde de l'épée d'académicien de Xavier Darcos ;
- « Per Aspera Ad Astra » est l'inscription sur le vaisseau Argos sur la planète Trijj-168 dans le troisième tome de la bande dessinée Sillage ;
- « Per Aspera Ad Astra » est la devise de la gouverneure générale du Canada Julie Payette[2].
- « Per Aspera Ad Astra » fut la devise de monseigneur Josyf Slipyj (1892-1984),  un archevêque de l’Église gréco-catholique ukrainienne.
- « Per Aspera Ad Astra » est également la devise de la double licence Droit/Économie-Gestion de l'université Paris II Panthéon Assas.
- Le groupe suédois Ghost a aussi utilisé ce proverbe en le modifiant légèrement dans sa chanson issue de l'album Infestissumam : Per Aspera Ad Inferi.
- « Per Aspera Ad Astra » est également utilisée comme devise par la marque de vêtements Quatre Cent Quinze.
- « Per Aspera Ad Astra » est aussi le titre du roman écrit par Othilie J. Rimbold publié par la plateforme en ligne Wattpad.
- « Per Aspera Ad Astra » est la devise de Starfleet avant la création de la fédération des planètes unies.
- " Per Aspera Ad Astra " est aussi le nom d'un succès dans le jeu Zenless Zone Zero.
- « Per Aspera Ad Astra » est aussi le message (en morse) que transportent les sondes voyager au delà du système solaire[3].
- « Per Aspera Ad Astra » est également la devise du Conservatoire Classique Dellecher, lieu principal du récit dans le roman If We Were Villains de M. L. Rio.
- Les initiales des noms des astéroïdes numérotés de (8585) à (8600) forment "Per aspera ad astra".

D’autres locutions latines ont un sens très voisin :
- « Ad augusta per angusta », inventée par Victor Hugo dans Hernani ;
- « Per ardua ad astra », devise de la R.A.F..
- Aby Warburg détourna la devise pour exprimer « l'inquiétante dualité de tous les faits de la culture »[4], la « dialectique du monstre » : Per monstra ad astra[4].